# 強盛大國
強盛大國（朝鮮文：강성대국），又称強盛國家（朝鮮文：강성국가），是由朝鮮民主主義人民共和國前領導人金正日提出的一個政治目標。1998年金正日赴慈江道“現場指導”，期間的一次會議上提出了“強盛大國”概念。後經過理論化，指明到2012年要實現強盛大國這一目標。落實目標的四個層面分別是：意識形態（主體思想）、軍事（先軍）、政治和經濟繁榮。